# Kommersøya
Kommersøya est une île de la commune de Sande , dans le comté de Vestfold en Norvège.

## Description
L'île de 0,7 km2 est située à l'extrémité de Sandebukta, à l'ouest de l'entrée du Drammensfjord. Elle mesure environ 400 m de large, 2 700 m de long. L'agriculture a été pratiquée sur l'île du XIVe siècle jusqu'à environ 1950. Autrefois des carrières de marbre et d'extraction de chaux y ont été réalisées.
En 2011, la municipalité de Sande et Holmestrand, en collaboration avec les musées Vestfold, a ouvert un sentier du patrimoine culturel sur Kommersøya.

## Aires protégées
- La majeure partie de l'île est aujourd'hui protégée en tant que réserve naturelle qui a été établie le 30 juin 2006 et couvre 0,48 km2. C'est une zone de loisirs de plein air protégée par l'État [4].

L'île se trouve au milieu du rift d'Oslo et le substratum rocheux est constitué en grande partie de dépôts calcaires de la partie la plus élevée (la plus récente) de la période silurienne. Cela fournit un terrain fertile pour la forêt de pins calcaires et les zones sèches crayeuses avec une flore très riche en espèces . Dans la partie sud de la réserve, il y a beaucoup de fossiles.
- La petite réserve naturelle de Gåserumpa, créée en 1988, se trouve sur l'îlot Gåserumpa, à la pointe sud de Kommersøya.